# 渡部やえ
渡部 やえ（わたなべ やえ、1991年12月3日 - ）は、日本の歌手、タレント、女優、モデル。兵庫県宝塚市出身。ハートアッププロダクション所属。
愛称は「弁天娘」や「やえちゃん」などで「女子高生美人演歌歌手」として多数のメディアに取り上げられた。

## 経歴
元々は女優志望だったが、藤圭子を育てた作詞・作曲家の石坂まさをに発掘され、2008年12月に歌手としてデビュー。中学時代はブラスバンド部に所属しユーフォニウムで全国大会に導いた。現在は歌手として、全国各地の七福神巡りに参加し、各お寺や神社に「ハイよろこんで七福神」を奉納したり、エコや環境問題に取り組んだ9大都市カラオケ＆ダンスイベント「唱舞」にチャリティーゲストとして参加しつつ、女優やモデル活動も展開している。

## ディスコグラフィー
- ハイよろこんで七福神[3][4]（作詞・作曲：石坂まさを　2008年12月25日）

## 出演

### TV
- 「夢・元気人」ゲスト出演（2008年、テレビ和歌山・KBS京都）

### 映画
- Re:Play-Girls リプレイガールズ（2010年公開）トモ役

## モデル
- 2009年2月　大庄グループポスターモデル
- 2009年3月　ヴェールルージュ美容専門学校2009年度学校案内モデル

## 雑誌
- オーディション1月号　情報ヘッドライン
- ミュージック☆スター2009年1月号（旬酔歌）、2009年4月号（歌謡ニュース）
- 歌謡アリーナ2月号
- 月刊百歳万歳2009年4月号、2009年5月号

## イベント
- 2008年12月3日:都七福神巡拝（ヒット祈願）
- 2008年12月3日:渡部やえ、デビュー＆誕生記念パーティー[5]
- 2009年1月11日:ココテン 谷中七福神巡り「ハイよろこんで七福神」奉納
- 2009年2月1日:ココテン 小江戸川越七福神巡り「ハイよろこんで七福神」奉納
- 2009年2月2日、4日、7日　15:00〜:日本海庄やにて、アルバイト体験キャンペーン
- 2009年2月3日:成田山川越別院、節分会豆まき式、ゲストライブ＆豆まき[6]
- 2009年2月5日:「唱舞」仙台大会　チャリティーゲストライブ＆司会アシスタント
- 2009年3月15日:ココテン 元祖山手七福神巡り「ハイよろこんで七福神」奉納
- 2009年4月26日:ココテン 新宿山ノ手七福神巡り「ハイよろこんで七福神」奉納